# Dabern
Dabern (niedersorbisch Dobryń) ist ein Ortsteil der Stadt Sonnewalde im Nordosten des Landkreises Elbe-Elster in Brandenburg. Bis zum 1. Mai 2002 war Dabern ein Ortsteil der damaligen Gemeinde Goßmar, vor dem 1. Januar 1978 war das Dorf eine eigenständige Gemeinde.

## Lage
Dabern liegt in der Niederlausitz, etwa zehn Kilometer nördlich der Stadt Finsterwalde und 15 Kilometer südlich von Luckau. Umliegende Ortschaften sind der zur Gemeinde Heideblick im Landkreis Dahme-Spreewald gehörende Weißack im Norden, der Crinitzer Ortsteil Gahro im Nordosten, Großbahren im Osten, Goßmar im Südosten, die Stadt Sonnewalde im Süden, Zeckerin im Westen sowie Pahlsdorf im Nordwesten.
Der Ort liegt an der Bundesstraße 96 von Luckau nach Finsterwalde sowie an der Kreisstraße 6232, die nach Großbahren führt. Südlich der Ortslage fließt der Sonnewalder Landgraben.

## Geschichte
Auf dem Gebiet des Ortes Dabern siedelten sich vermutlich bereits im 6. Jahrhundert slawische Siedler an. Erstmals urkundlich erwähnt wurde das kleine Dorf im Jahr 1481 bereits unter dem Namen Dabern, 1501 wurde der Ort Dobran genannt. Der Ortsname ist sorbischer Herkunft und bedeutet Siedlung eines Mannes namens Dobran, was auf einen ehemaligen Besitzer hindeutet. Dabei leitet sich der Personenname von dobry ab und bedeutet so viel wie „der Gute“. Dabern gehörte zur Standesherrschaft Sonnewalde im Kurfürstentum Sachsen und war somit ab 1481 im Besitz des Ritters Hans von Minckwitz, der durch den sächsischen Kurfürsten mit der Standesherrschaft belehnt worden war. 1537 wurde die Herrschaft mit dem Dorf an Graf Philipp von Solms-Lich verkauft, bis 1815 gehörte Dabern somit verschiedenen Linien des Hauses Solms.
Die Topographisch-statistische Übersicht des Regierungsbezirks Frankfurt a. d. O. aus dem Jahr 1844 verzeichnet in Dabern für dieses Jahr 113 Einwohner in 30 Wohngebäuden. Der Ort war nach Goßmar (bei Sonnewalde) eingepfarrt. Zu Dabern gehörte eine Windmühle. 1867 hatte Dabern 130 Einwohner.
Beim Wiener Kongress im Jahr 1815 wurden nach der Niederlage des Königreiches Sachsen Gebietsabtretungen an das Königreich Preußen beschlossen, die auch Dabern betrafen. Seitdem gehörte die Gemeinde zum neu gegründeten Landkreis Luckau im Regierungsbezirk Frankfurt in der preußischen Provinz Brandenburg. Bei der DDR-Kreisreform am 25. Juli 1952 wurde der Landkreis Luckau in Kreis Luckau umbenannt und stark verkleinert, Dabern gehörte daraufhin zum Kreis Finsterwalde im Bezirk Cottbus. Am 1.
Januar 1978 wurden die Gemeinden Dabern und Pießig nach Goßmar eingemeindet. Nach der Wende lag Dabern zunächst im Landkreis Finsterwalde. Nach der Kreisreform 1993
wurde die Gemeinde Goßmar mit ihren Ortsteilen dem Landkreis Elbe-Elster zugeordnet und dort vom Amt Sonnewalde verwaltet. Am 1. Mai 2002 wurde Goßmar mit Dabern und Pießig nach Sonnewalde eingemeindet.

## Postmeilensäule
An der Bundesstraße nach Luckau befindet sich eine kursächsische Postmeilensäule aus Sandstein aus dem Jahr 1725, die eine Entfernung von der Stadt Luckau mit vier Stunden angibt. Die Säule ist ein Baudenkmal der Stadt Sonnewalde.

## Einwohnerentwicklung
| 1875 | 128 | 1939 | 105 |
| 1890 | 107 | 1946 | 135 |
| 1910 | 117 | 1950 | 139 |
| 1925 | 100 | 1964 | 105 |
| 1933 | 107 | 1971 | 99  |